# La Maschera (gruppo musicale)
La Maschera è un gruppo musicale italiano di genere folk, formatosi a Napoli nel 2013.

## Storia del gruppo

### Gli esordi
(Roberto Colella, 2017)
La Maschera nasce nel 2013 dall’incontro fra Roberto Colella e Vincenzo Capasso. La band partecipa a un contest il cui premio era un videoclip. Un regista presente tra il pubblico decide di voler fare un videoclip con loro, anche se il gruppo aveva perso il contest. Nasce così il video di quello che sarà il primo singolo della band, Pullecenella.
Nel novembre 2014 viene pubblicato ’O vicolo ‘e l’alleria, il loro primo album, per l'etichetta Full Heads.

### L'incontro con Laye Ba
Nell’estate del 2015 la band incontra il musicista senegalese Laye Ba. Dall'incontro nasce il singolo Te vengo a cercà con relativo videoclip, girato nel quartiere popolare di Dakar e pubblicato nell’aprile 2016. Il brano verrà incluso nel successivo album del gruppo e conterrà strofe in napoletano e wolof. Il viaggio in Senegal influenzerà le sonorità della band. Il loro sound sarà sempre più una fusione tra musica popolare napoletana e ritmi senegalesi. Durante la permanenza in Senegal, il gruppo è ospite nelle tre principali TV nazionali, compresa l’emittente che fa capo al musicista Youssou N’Dour.

### ParcoSofia
Il 10 novembre 2017 esce il secondo album della band, ParcoSofia. Al centro del disco l'incontro musicale e culturale tra Napoli e l'Africa. L'album è stato anticipato dal singolo Dimane comm' ajere, rilasciato il 23 settembre 2017.
L'album è finalista per la Targa Tenco 2018, nella categoria "Album in dialetto".
Nell'estate del 2018 i componenti della band partono per un tour in tutta Italia per presentare l'album. Nel settembre 2018 il gruppo realizza tre concerti in Portogallo.
Nel novembre 2018 la band vince l'11º Premio Andrea Parodi, contest italiano dedicato alla world music.
Nell'estate 2019, dopo un tour in Corea del Sud, la band si esibisce al Giffoni Film Festival e al Sziget Festival in Ungheria.

### Altre iniziative (2019-2021)
Il 3 dicembre 2019 esce il singolo 'A Cosa Justa.
Il 29 gennaio 2020 viene rilasciato Se mai fossi, cover del brano Se Tu És o Meu Amor del cantante portoghese Vitorino che per l'occasione duetta con la band napoletana.
Nel 2021 la band collabora a Madonna nera, brano che oscilla tra il sacro e il profano, realizzato insieme al cantautore napoletano Tommaso Primo e a Le Ragazze di Via Argine.

### Sotto chi tene core
Il 13 maggio 2022 esce il terzo album, anticipato dal singolo Sotto chi tene core uscito il 25 marzo 2022 che dà il nome all'album stesso. Un concept album di 9 canzoni che parlano di riscatto sociale e sentimentale, un invito ad alzare lo sguardo e farsi avanti. Storie vere, dove l’urlo di chi non ha voce diventa grido di battaglia. L'album include anche i precedenti singoli 'A Cosa Justa e Se mai fossi.

## Influenze musicali
Il sound della band in ’O vicolo ‘e l’alleria è stato descritto come una sintesi tra Eugenio Bennato, Pino Daniele e i 24 Grana.

## Progetti paralleli
Il 21 dicembre 2020 viene rilasciato Isolamente, primo album di Roberto Colella, frontman de La Maschera. Il disco propone la rivisitazione di 11 brani, tra canzoni della tradizione napoletana e sarda e pezzi di grande successo internazionale.

## Formazione

### Gruppo
- Roberto Colella: voce, chitarra e tastiera
- Vincenzo Capasso: tromba
- Antonio Gomez: basso
- Marco Salvatore: batteria
- Alessandro Morlando: chitarra elettrica
- Michele Maione: percussioni

## Discografia

### Album
- 2014 - ’O vicolo ‘e l’alleria (Full Heads)
- 2017 - ParcoSofia (Full Heads)
- 2022 - Sotto chi tene core

### Singoli
- 2013 - Pullecenella
- 2014 - La confessione
- 2015 - N'ata musica
- 2016 - Te vengo a cercà (con Laye Ba)
- 2017 - Dimane comm' ajere
- 2017 - Palomma 'e mare
- 2019 - 'A cosa justa
- 2020 - Se mai fossi (con Vitorino)
- 2022 - Sotto chi tene core
- 2022 - Mirella è Felice

### Collaborazioni
- 2016 - La chiamavano sanità (con Daniele Sepe)
- 2021 - Madonna nera (con Tommaso Primo e Le Ragazze di Via Argine)

### Collaborazioni di Roberto Colella
- 2015 - Brigante se more (con Sanacore Folk Band)
- 2018 - La chiave (con Franco Del Prete & Sud Express)
- 2018 - Canto dei Sanfedisti (con Patrios e Daniele Sepe)
- 2019 - Vesuvio (Luca Rossi)
- 2022 - Nun po' fernì (con Mr.Hyde)